# Vojkovci
Vojkovci (en serbe cyrillique : Војковци) est un village de Serbie situé dans la municipalité de Topola, district de Šumadija. Au recensement de 2011, il comptait 238 habitants.

## Démographie
| 1948 | 1953 | 1961 | 1971 | 1981 | 1991 | 2002 | 2011 |
| ---- | ---- | ---- | ---- | ---- | ---- | ---- | ---- |
| 613  | 581  | 576  | 473  | 387  | 316  | 278  | 238  |

|  |